# Uomo orchestra

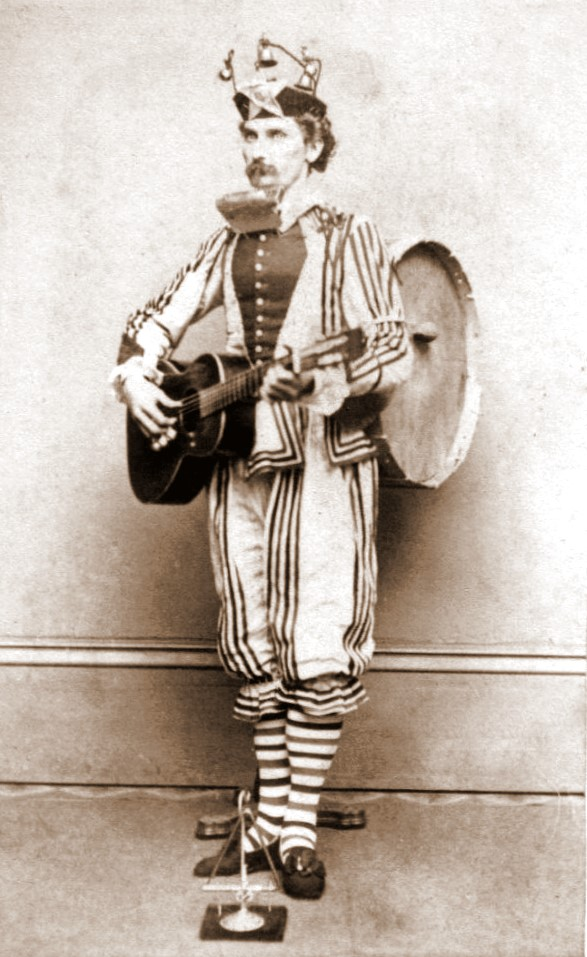
Un uomo orchestra in un'immagine del secolo XIX

L'uomo orchestra (in inglese one-man band) è un musicista pluristrumentista, che suona contemporaneamente diversi strumenti e che, in determinati generi musicali, svolge anche il ruolo di cantante. Certi cantautori ad esempio usano questo modo di suonare con chitarra, voce, armonica a bocca e grancassa a pedale.
Nella terminologia più comune per "uomo orchestra" si intende un artista di strada che suona più strumenti contemporaneamente, ma può riferirsi anche ad artisti che incidono in studio suonando più strumenti.

## Storia
I primi esempi di one man band, seppure con accezione lievemente diversa da quella che il termine ha conseguito nel tempo, possono essere identificati con i protagonisti dell'attività giullaresca di piazza del XIII secolo. Il giullare che, per richiamare meglio l'attenzione, accompagnava i suoi monologhi con l'utilizzo di vari strumenti a percussione come tamburelli o triccheballacche, a volte accompagnati da piccole trombe, distribuiti in modo buffonesco sul corpo, in modo da generare frastuono ad ogni movimento, è da considerarsi a tutti gli effetti un proto one man band.
Col passare degli anni e la sempre minore attività giullaresca, i "proto" uomini orchestra si sono quasi estinti, sebbene sia ancora possibile trovarne alcuni in attività in diverse piazze italiane, tra cui, ad esempio, Piazza Navona a Roma. Un genuino esempio di one man band "da strada" è presente nei film Mary Poppins, della Disney, nel personaggio di Bert, interpretato da Dick Van Dyke, e in Totò le Mokò, nel personaggio di Antonio Lumaconi, interpretato da Totò.
Secondo alcuni gli one man band moderni sono da intendersi, ormai, perlopiù, come musicisti, tra cui spiccano alcuni autori di musica elettronica. Per il vero con l'uso dal vivo dell'elettronica occorre però che eventuali automatizzazioni non vincolino l'esecuzione in qualcosa di precostituito e che sia sempre l'artista stesso a creare al momento l'armonia e la melodia. Senza questo criterio non si parlerebbe più di uomo orchestra, ma di un singolo musicista o un DJ che suona su base musicale pre-registrata.
Non mancano esempi di one man band nell'heavy metal, in particolar modo nei suoi sottogeneri più estremi: da citare Burzum, gruppo black metal fondato dal suo unico membro fisso Varg Vikernes, e ancora oggi presente, e i Bathory, band viking metal svedese nella quale il membro fondatore, Quorthon, ha inciso la maggior parte dei dischi in studio da solo, registrando le varie parti cantate e strumentali, e servendosi solo occasionalmente di altri musicisti. Altro esempio sono i Nine Inch Nails, il cui fondatore ed unico membro fisso, Trent Reznor, compone e incide da solo i suoi album affidandosi a dei turnisti per i concerti dal vivo.
Un esempio italiano è stato George McAnthony attivo fino alla sua scomparsa nel luglio 2011, molto apprezzato per le sue performance soprattutto nel genere country.